# Hexastylis rhombiformis
Hexastylis rhombiformis är en piprankeväxtart som beskrevs av L.L. Gaddy. Hexastylis rhombiformis ingår i släktet Hexastylis och familjen piprankeväxter. Inga underarter finns listade i Catalogue of Life.